# Réservoir Sugovuchan
 (août 2024).
Résevoir de Sugovuchan (en azéri : Suqovuşan su anbarı ; auparavant Madaghis su anbarı ) est un réservoir situé sur la rivière Tartartchay de la région de Tartar en Azerbaïdjan.

## Historique
Le réservoir et les principaux canaux sont mis en exploitation en 1975 pour l’irrigation des terres agricoles. Le réservoir se trouvait dans la zone d’occupation jusqu’au 3 octobre 2020, date de libération par l’armée azérie.

## Spécifications techniques
Le volume total du réservoir est de 5,86 millions de m³, la hauteur du barrage est de 28 m, la longueur est de 630 m. La centrale hydroélectrique Sugovuchan-1 a une capacité de 4,8 MW, la centrale hydroélectrique Sugovuchan-2 possède une capacité de 3 MW. Pendant l'occupation arménienne, ces stations étaient gérées par ЗАО (Société par actions fermée), dont les actions étaient partagées entre la société et les petits entrepreneurs privés.
L'eau provenant des rivières Tartarchay et Turagaychay est régulée dans le réservoir et fournie au canal principal avec une capacité de 70 m3/sec, et après 5,2 kilomètres depuis le début - vers la rive droite et la rive gauche avec une capacité de sous-flux de 50 et 20 m3/sec. Un nouveau bâtiment administratif et un bâtiment de garde, un atelier de réparation et une station de pompage sont construits sur le réservoir.
Le territoire autour du réservoir est aménagé pour le repos des citoyens